# Захле
Захле (арап. زحلة) је град Либану у гувернорату Бека. Према процени из 2005. у граду је живело 78 145 становника.